# 烏來瀑布
烏來瀑布，位於新北市烏來區，南勢溪右岸支流烏來溪與之交會處，屬淡水河流域，為烏來的著名景點，也是北台灣最具規模、落差最大的瀑布，當地人因而稱為Kuân-tsuí（臺灣閩南語：懸水，意指很高的水）。烏來瀑布於日治時代起就有「雲來之瀧」的美名，又別名「雲仙瀑布」、「白糸之瀧（白絲瀑布）」。瀑布海拔標高約150公尺，落差約80公尺，為差異侵蝕所形成之懸谷式瀑布。瀑布對岸建有烏來空中纜車可通往瀑布上方的雲仙樂園，於纜車上可一覽烏來瀑布全景。瀑布上游處，尚有兩階瀑布，中層瀑布於搭乘纜車時隱約可見，上層瀑布則於纜車站旁即可觀賞。2008年烏來瀑布公園旁新建勇士廣場，並有泰雅勇士雕像一座，週邊並植櫻花。

## 交通資訊
- 自行開車：由福爾摩沙高速公路（國道3號）下新店交流道後左轉中興路二段至一段底，再左轉省道台9線北宜路一段（北宜公路），至省道台9甲線新烏路右轉後直行，於烏來觀光大橋右轉，經縣道北107-1線環山路往瀑布方向即可到達[6]。

- 大眾運輸：搭乘台北捷運松山新店線至新店站，再轉乘新店客運849線【台北－烏來】至烏來總站，沿溫泉街步行至攬勝橋對面烏來台車站搭乘，終點站即是烏來瀑布。

## 照片集

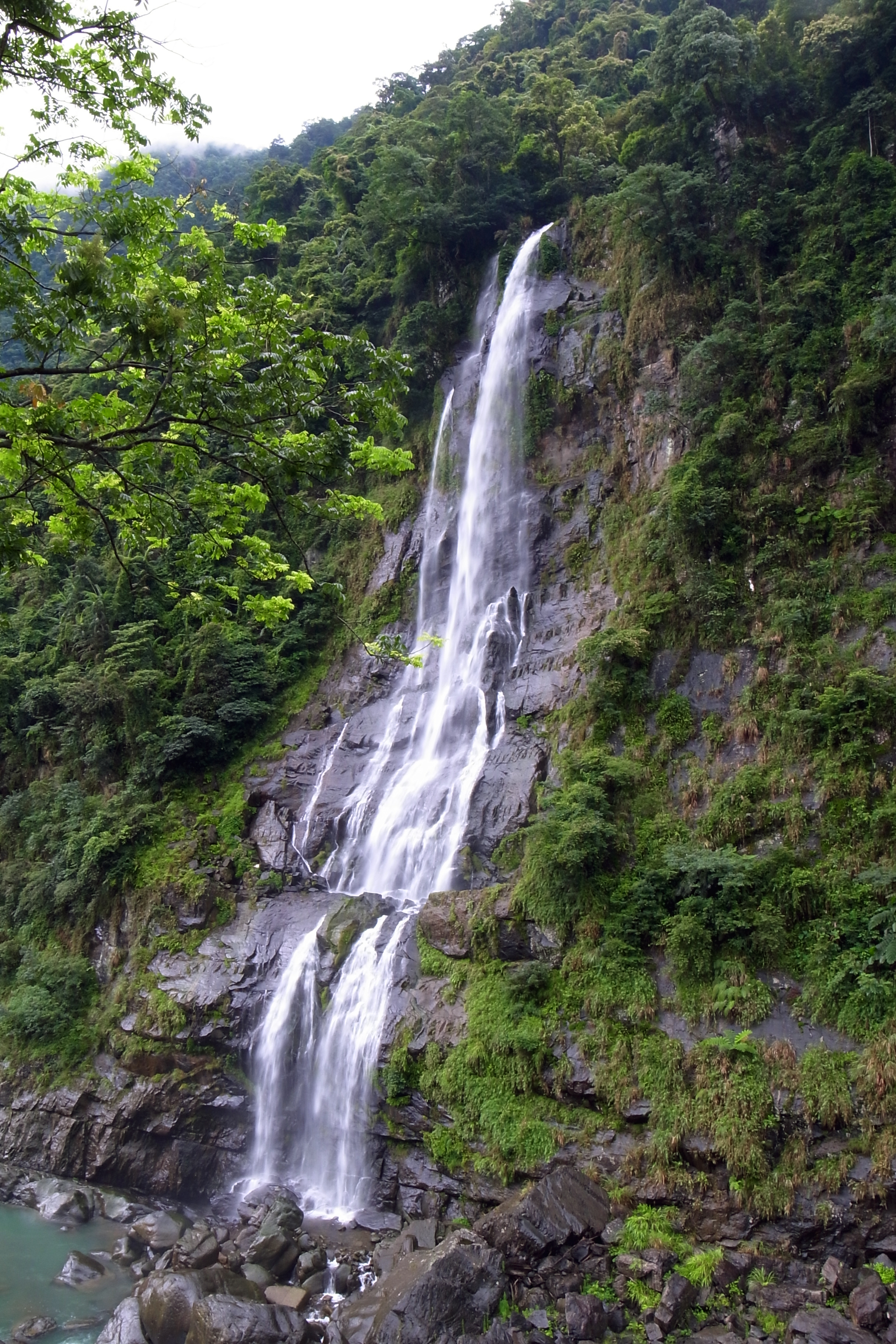
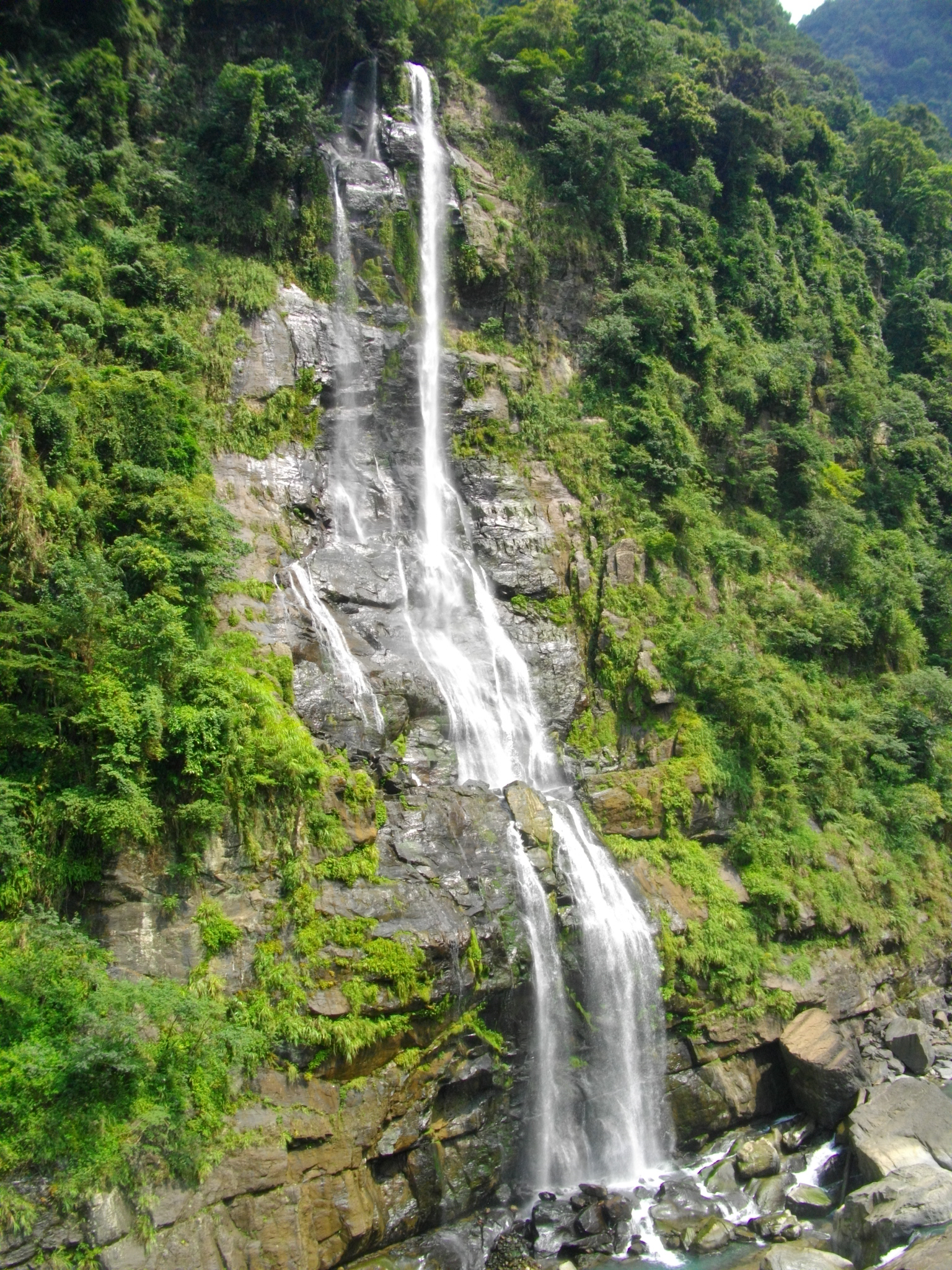
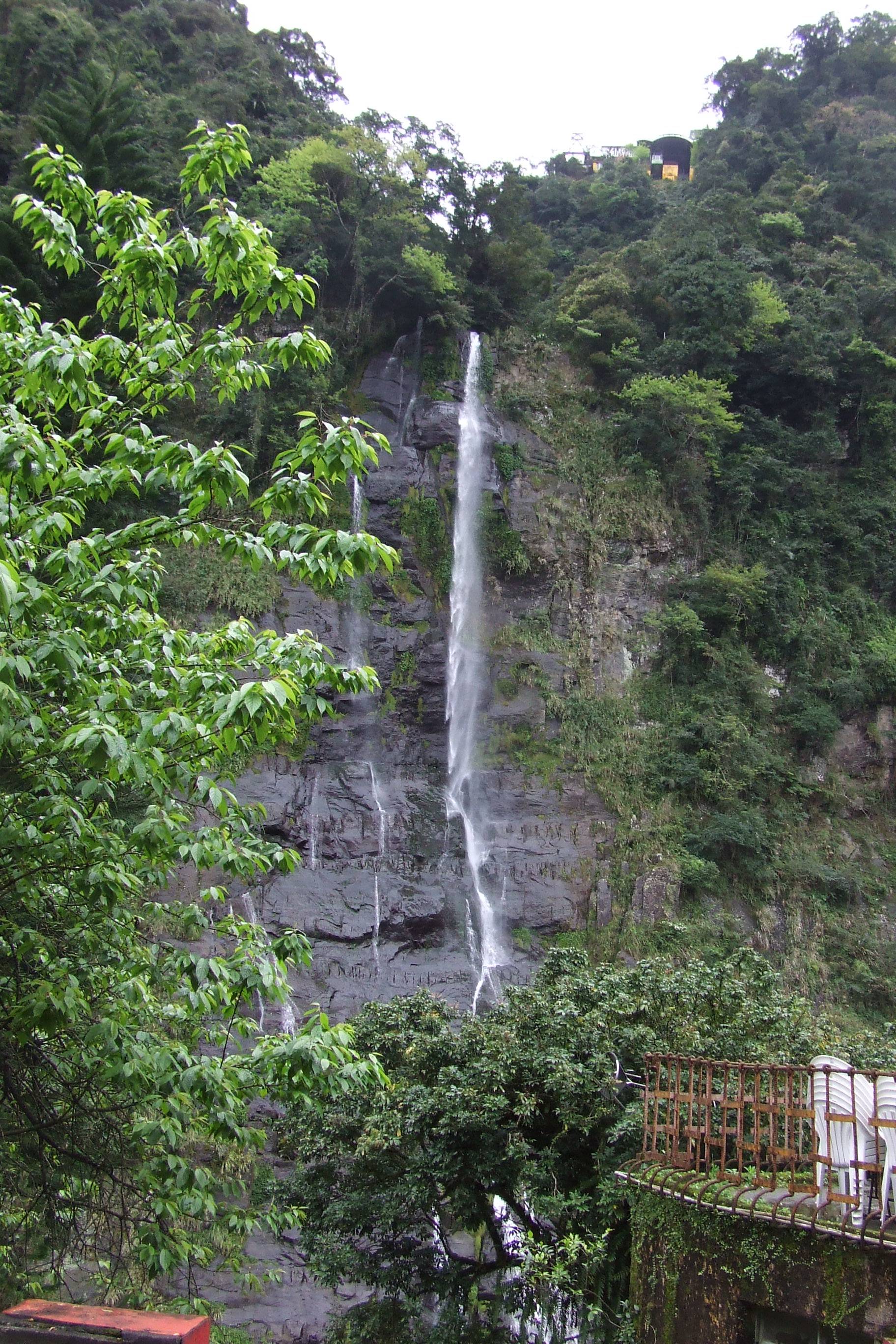
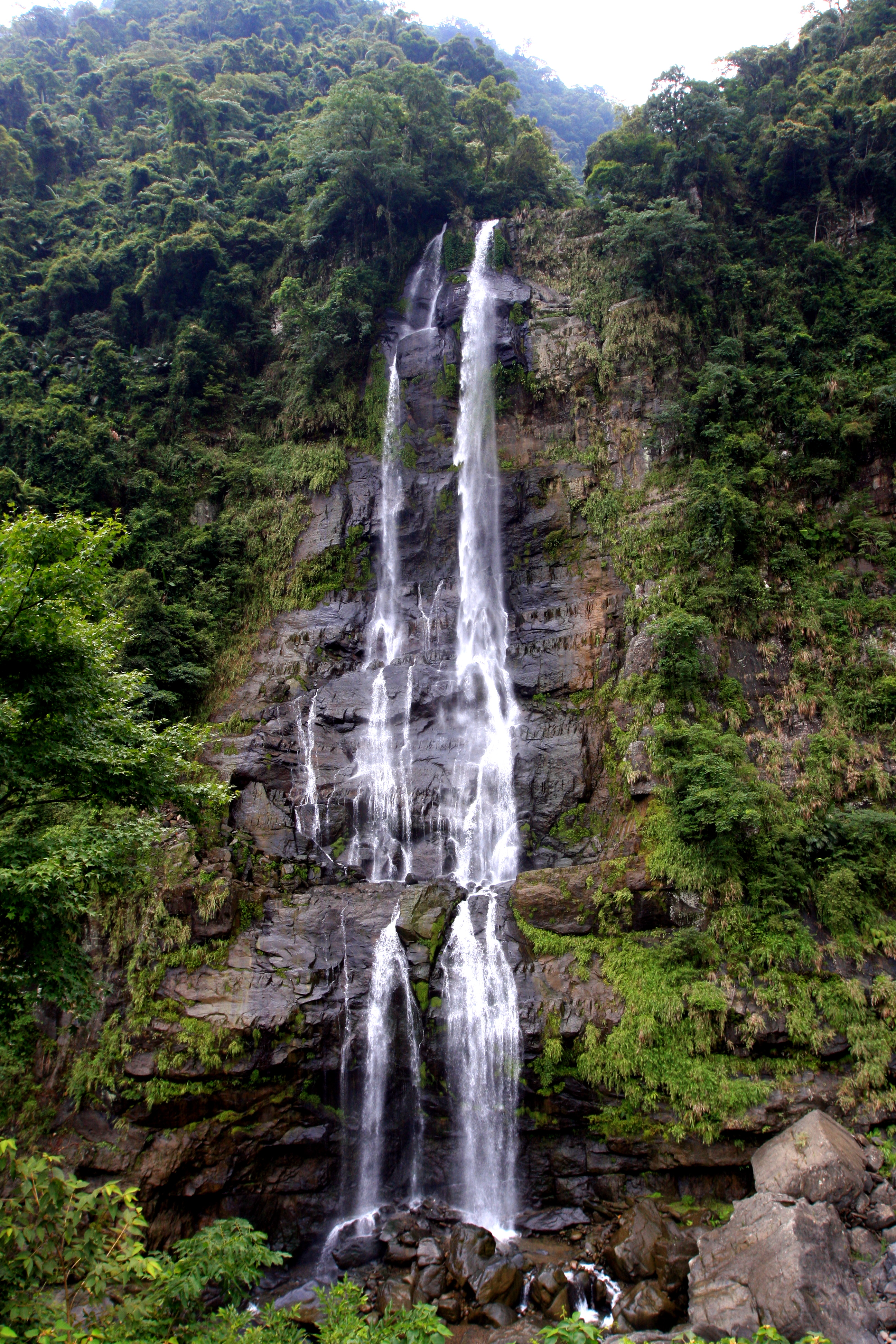
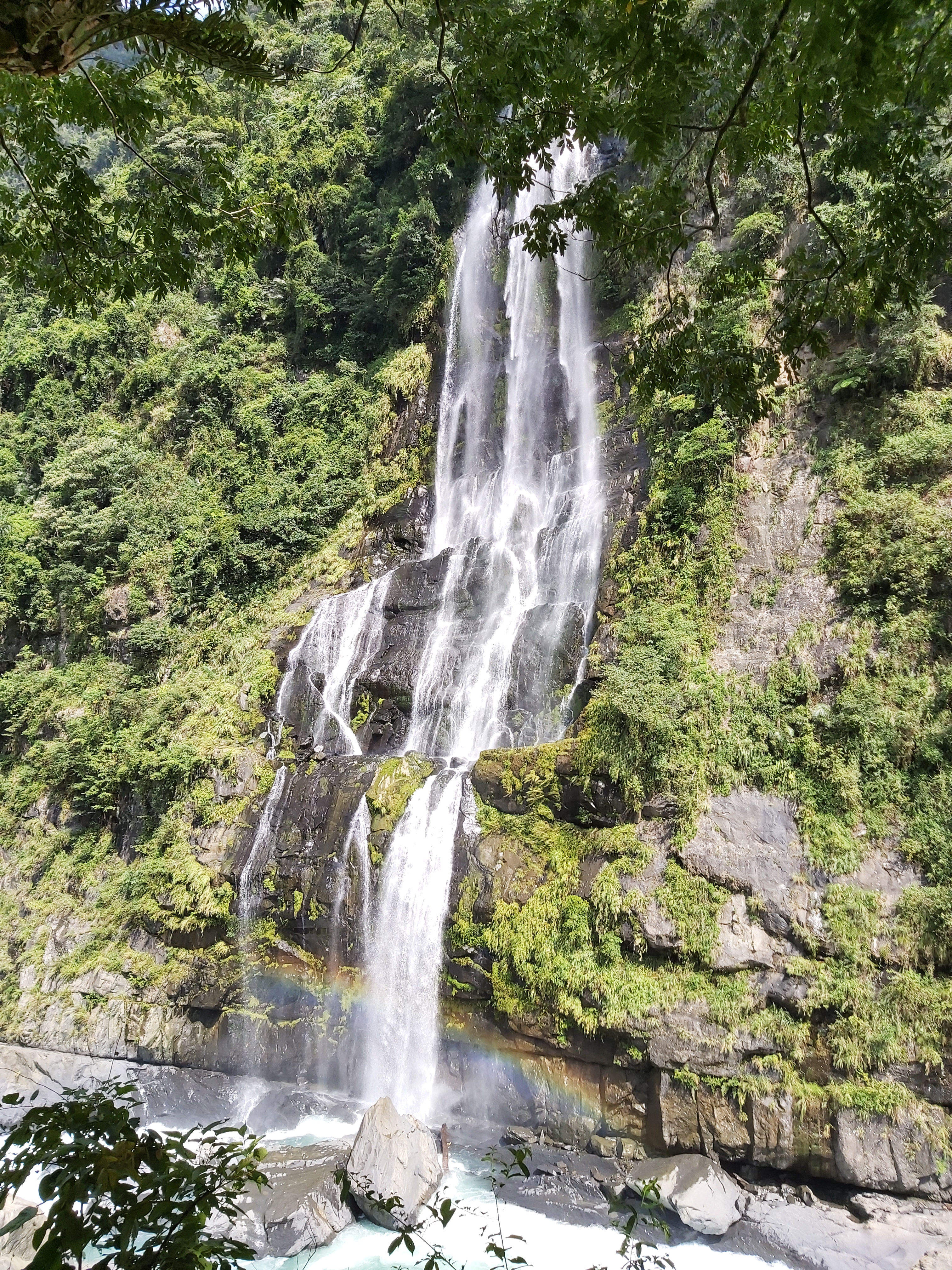
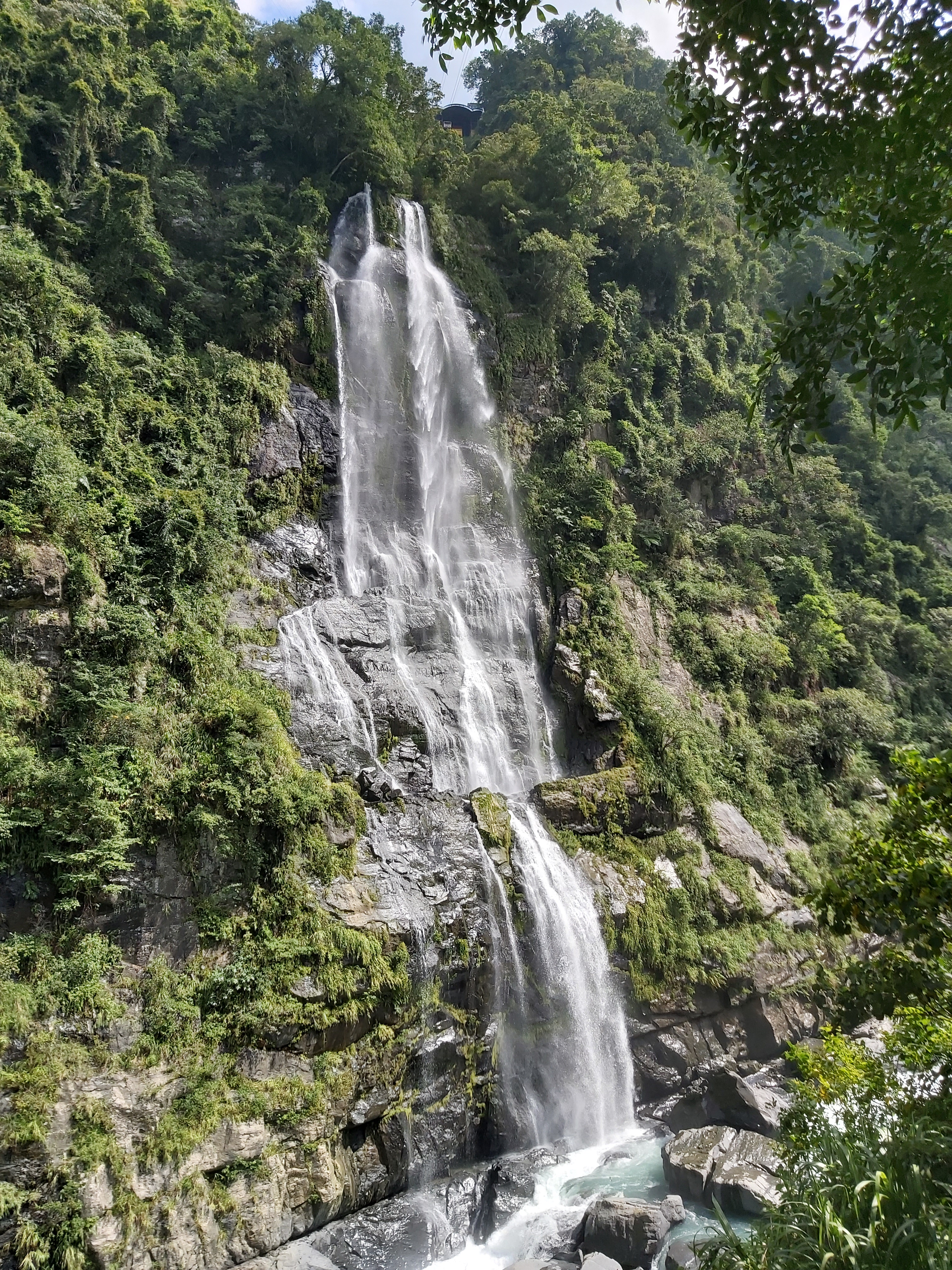

## 外部連結
- 烏來瀑布——新北市觀光旅遊網 （页面存档备份，存于）